# Ljubava
Ljubava (en serbe cyrillique : Љубава) est un village de Serbie situé sur le territoire de la Ville de Kruševac, district de Rasina. Au recensement de 2011, il comptait 498 habitants.

## Démographie
| 1948 | 1953 | 1961 | 1971 | 1981 | 1991 | 2002 | 2011 |
| ---- | ---- | ---- | ---- | ---- | ---- | ---- | ---- |
| 523  | 539  | 555  | 553  | 571  | 606  | 525  | 498  |

|  |